# انحراف مغناطيسي

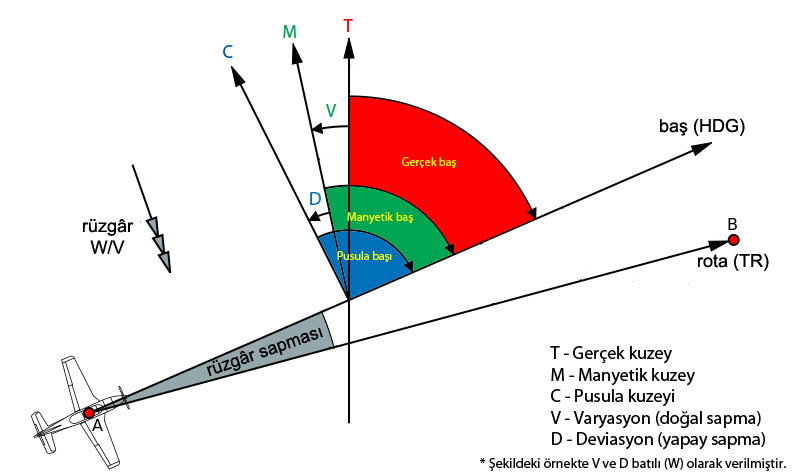

الانحراف المغنطيسي أو المغناطيسي هو الخطأ الناشئ في قراءة البوصلة بسبب تأثير الحقل المغناطيسي المحلي وذلك بالإضافة إلى الحدور المغناطيسي.
بعض أنواع الحقول المغناطيسية المحلية حول البوصلة:
- الأجزاء المعدنية التي تدخل في تركيب البوصلة نفسها أو القطع والمركبات أو السفن القريبة منها
- تغيرات الحقل المغناطيسي للأرض بسبب تغيرات القشرة الأرضية مثل زحف طبقات الأرض
- تغيرات ناتجة عن وجود الجبال، مناجم الحديد، وغيرها.